# Abraham Buford (1820-1884)
Abraham « Abe » Buford (18 janvier 1820 - 9 juin 1884) est un soldat américain et propriétaire terrien. Après avoir servi dans l'armée des États-Unis pendant la guerre américano-mexicaine, Buford rejoint l'armée des États confédérés en 1862 et sert en tant que général de cavalerie sur le théâtre occidental de la guerre de Sécession. Après la guerre, il se retire dans son Kentucky natal et devient éleveur de pur-sang reproducteurs.

## Avant la guerre
Abraham Buford naît dans le comté de Woodford (Kentucky), fils de Frances W. Kirtley et de son mari, William B. Buford (1781-1848). Il est prénommé en référence à son grand oncle Abraham (en) qui était officier de l'armée continentale lors de la guerre d'indépendance des États-Unis. Il descend d'une famille de huguenots appelée Beaufort qui a fui les persécutions en France et qui s'est installée en Angleterre avant d'émigrer en Amérique en 1635. Ses cousins, John et Napoleon Bonaparte Buford, qui ont grandi à proximité, sont des généraux de l'armée de l'Union pendant la guerre de Sécession.
Buford étudie à l'université Centre (en) avant d'entrer à l'Académie militaire de West Point en 1837. Il est diplômé en 1841, et en tant que second-lieutenant dans le 1st dragoons de 1842 à 1846, il est affecté sur la frontière du territoire du Kansas et du territoire indien. Il participe à la guerre américano-mexicaine au cours de laquelle il obtient le brevet de capitaine pour bravoure à la bataille de Buena Vista. À la fin de la guerre, il est envoyé pour servir sur les frontières, et en 1849, il participe à l'expédition de la piste de Santa Fe. En 1849, Buford escorte le courrier de Santa Fe (Nouveau-Mexique) vers l'est, utilisant en partie, la nouvelle piste Cherokee (en). Il est alors envoyé à l'école de cavalerie de l'armée à Carlisle (Pennsylvanie) mais en octobre 1854 il démissionne et retourne au Kentucky, son état natal, où sa famille possède une ferme près de Versailles dans le comté de Woodford.

### Guerre de Sécession
Au déclenchement de la guerre de Sécession, comme son état natal, Buford tente de rester hors de la guerre civile et y réussit pendant près d'un an. En septembre 1862, pendant l'invasion du Kentucky par le général confédéré Braxton Bragg, Buford rejoint l'armée des États confédérés. Il aide à lever et commande une brigade du Kentucky et le 2 septembre 1862, il est nommé brigadier général. Parmi ses missions, Buford couvre la retraite du général Braxton Bragg hors du Kentucky, participe à la campagne de Vicksburg sous les ordres du général Loring, combat lors de la bataille de Champion Hill, lors d'un raid sur Paducah (Kentucky), le 25 mars 1864 sous les ordres du major général N. B. Forrest, lors de la bataille de Brice's Crossroads et est blessé le 24 décembre 1864 à Richland Creek pendant la bataille de Nashville alors qu'il couvre la retraite du lieutenant général Hood suivant la perte de l'armée confédérée. En février 1865, il commande une division de cavalerie en Alabama sous les ordres du lieutenant général Nathan Forrest jusqu'à la reddition à Selma après le raid de Wilson.
Lorsque la guerre se termine en 1865, le brigadier général Buford retourne dans sa ferme au Kentucky où il devient un éleveur important de pur-sangs.

## La ferme «Bosque Bonita»
Abe Buford appelle sa ferme du comté de Woodford County « Bosque Bonita » (« les beaux bois »), un lieu que le New York Times appellera « la résidence la plus princière de la région de Bluegrass ». C'est ici que l'esclave Billy Walker (en) est né en 1860. Il a monté Baden-Baden lors de sa victoire au derby du Kentucky en 1877.
Au début de 1852, l'étalon Sovereign réside au haras de Bosque Bonita, devenant un reproducteur influent. L'année suivante, Abe Buford fait partie d'un syndicat avec Richard Ten Broeck (d), la capitaine Willa Viley et Junius R. Ward, qui acquiert le poulain de trois ans, Lexington. En 1858 Lexington est vendu à Robert A. Alexander (en) du haras de Woodburn (en) pour 15 000 dollars, qui est alors le plus haut prix de vente déboursé pour un cheval américain.
Buford possède aussi, et fait courir ou élève un certain nombre de chevaux émérites comme Nellie Gray, Enquirer, Crossland, et Versailles. Mannie Gray, dont la lignée de pur-sang (en) est « l'une des juments les plus influentes dans l'histoire de l'élevage », est détenue et entraînée par Buford qui la vend à son pair Kentuckien, le commandant Barak Thomas de la ferme Dixiana (en). En 1866, le nouveau propriétaire de Leamington, le Canadien Roderick Cameron (en), l'envoie pour une saison au haras de Bosque Bonita. Bien que Leamington monte seulement treize juments cette année-là, les poulains qui naissent sont exceptionnels, dont Anna Mace, Enquirer, Longfellow, Lynchburg, Lyttleton, et Miss Alice.
En 1875, le général George Custer vient à la ferme de Bosque Bonita pour acheter des montures avant la bataille de Little Bighorn.

### Propriétaires ultérieurs
Depuis la période d'Abe Buford, Bosque Bonita a été possédée par des éleveurs célèbres comme John H. Morris (d) qui a entraîné les chevaux de l'écurie Bashford Manor (en) de George J. Long pendant des années et qui a dirigé Woodburn Stud (en) pendant un bail à long terme en 1905. John Morris possédait toujours Bosque Bonita dans les années 1940.
Fritz Hawn (en) achète la ferme de Bosque Bonita à Robert A. Alexander à l'automne 1977. Deux ans plus tard il revend la propriété à William Stamps Farish III qui la renomme Lane's End Farm (en). Parmi les chevaux célèbres qui sont passés à la ferme dans les années récentes et qui sont enterrés là, se trouvent Bally Ache (en) (1957–1960), Sovereign Dancer (en) (1975–1994), et Fappiano (en) (1977–1990).

## Tragédies familiales
Pendant les années 1870, Abe Buford subit une série de revers financiers qui le pousse à la faillite avec au terme la perte de Bosque Bonita au profit de ses créanciers. De plus, il subit une perte personnelle dévastatrice avec la mort de son fils unique, William A. Buford, à l'âge de 23 ans en 1872. Il perd sa femme Amanda Harris Buford en 1879 et le 26 mars de la même année son frère, le colonel Thomas Buford du comté de Henry (Kentucky), abat et tue le juge John Milton Elliott (en) à Frankfort (Kentucky). Tom Buford se rend à la police et est emprisonné en attendant le procès. Abe Buford vient à l'aide de son frère et dépense une grande somme d'argent pour les frais d'avocat. À la suite de l'appel du verdict de culpabilité, Thomas Buford sera finalement jugé non coupable en raison d'un état de folie et est envoyé à l'hôpital psychiatrique d'Anchorage (Kentucky).
À la fin de sa vie, Abe Buford gagne sa vie en travaillant pour des journaux hippiques. En 1884, à la suite de l'évasion, montée en épingle, de son frère Thomas de l'asile dont certains journaux écrivent qu'il est « assoiffé de sang », Abe Buford cherche la paix et rend visite à son neveu Benjamin T. Buford à Danville (Indiana). Là bas, dans sa chambre, en pleine dépression Abraham Buford se suicide. Son corps est renvoyé au Kentucky où il est enterré dans le cimetière de Lexington.
Une statue du brigadier général Abraham Buford est érigée le 21 novembre 1911 sur South Confederate Avenue à Vicksburg, Mississippi.